# Glenea keyana
Glenea keyana là một loài bọ cánh cứng trong họ Cerambycidae.